# Carpolestes simpsoni
Carpolestes simpsoni és una espècie extinta de plesiadapiforme i un dels primers mamífers semblants a primats en aparèixer en el registre fòssil (Paleocè superior). C. simpsoni tenia dits prènsils però els seus ulls no miraven endavant.
Amb un pes d'uns 100 grams, C. simpsoni estava adaptat per un hàbitat arborícola. Un gran dit del peu amb una ungla s'oposava a la resta de dits del peu, permetent a l'animal agafar-se bé a les branques.